# Willey (Shropshire)
Pour les articles homonymes, voir Willey.
Willey est un village du Shropshire, en Angleterre.